# Wearable Computing
Wearable Computing [ˈwɛəɹəbl] (englisch tragbare Datenverarbeitung) ist das Forschungsgebiet, das sich mit der Entwicklung von tragbaren Computersystemen (Wearable Computer oder kurz Wearables) beschäftigt. Ein Wearable wird während der Anwendung am Körper des Benutzers getragen (z. B. Smartwatch, Datenbrille, Smartband) oder ist in die Kleidung integriert.
Zu den Hauptaufgaben von Wearables zählen im Gegensatz zu anderen mobilen Computersystemen das Tracking mithilfe von Sensoren, Applikationen, Hard- und Software sowie die mobile Informationsverarbeitung. Die aus dem Tracking resultierenden Daten werden aus der Umgebung, dem Verhalten (z. B. Aktivität) und dem physiologischen Zustand (z. B. Herzfrequenz) des Nutzers erhoben. Die zur Informationsversorgung einschließlich Assisted- oder Augmented-Reality-Anwendungen genutzten Daten stammen aus öffentlich zugänglichen Quellen oder privaten Informationssystemen (z. B. dem ERP-System eines Unternehmens).
Bereits seit 1979 gibt es den „Walkman“, der auf dem Konzept von Wearables basiert. Im Gesundheitsbereich sind Herzschrittmacher und Hörgeräte etablierte Instrumente. Neu ist jedoch die Ausweitung der Konzeption auf zahllose weitere Anwendungsfelder, die durch zunehmende Miniaturisierung, Kommunikationsmöglichkeiten der Bausteine und geringere Kosten möglich wird.

## Anwendungsbeispiele

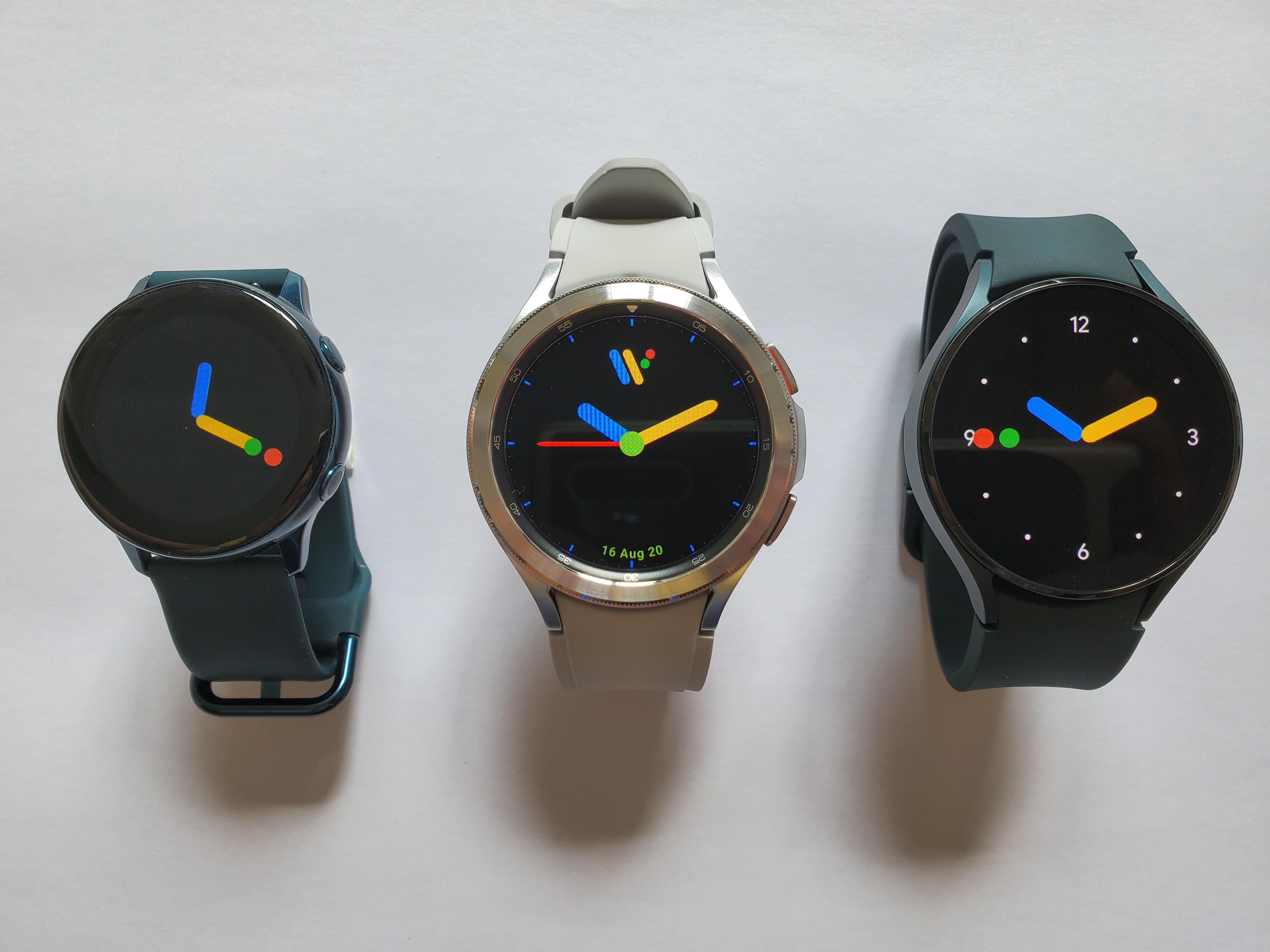
Smartwatches

Bekannte Beispiele für Wearable Computer sind Smartwatches, Activity Tracker, Head-Mounted Displays (z. B. Google Glass) oder Kleidungsstücke, in die elektronische Hilfsmittel zur Kommunikation, Musikwiedergabe oder zur Messung von Aktivitäten eingearbeitet sind. Ein konkretes Beispiel hierfür ist ein im Smartphone integrierter Schrittzähler. Durch die Integration erfüllt dieser seine  Funktionalität transparent, das heißt ohne den Nutzer zu stören oder auffällig zu sein.
Im Allgemeinen werden auch Kleidungsstücke, die mit Elektronik ausgestattet sind, wie zum Beispiel LEDs/OLEDs, LCDs, Elektrolumineszenz-Folie bzw. -Schläuche etc. als Wearable bezeichnet.
Wearables messen, je nach Funktion, Daten verschiedener Arten: physiologische Daten, Verhalten und Umgebung. Diese Daten werden durch technische Funktionen, wie beispielsweise eine GPS-Funktion, in dem jeweiligen Gerät erhoben.
Mittlerweile existieren verschiedenste Wearables, zu verschiedensten Zwecken. Häufig finden sie sich in Sport- bzw. Fitnessbereichen, in denen beispielsweise Herzfrequenzen, körperliche Aktivität, oder Geschwindigkeiten gemessen werden. Die erhobenen Daten werden auch für medizinische Zwecke, beispielsweise die Detektive von Herzrhythmusstörungen wie Vorhofflimmern, verwendet.
Weniger populäre Beispiele für Wearables sind Haarbürsten mit Anweisungen für das richtige Bürsten der Haare oder Halsbänder für Haustiere, welche Daten über das Wohlbefinden des Tieres auf das Smartphone des Besitzers lenken.
Des Weiteren finden sich Wearables, die den Schlaf und die Träume tracken sollen oder beispielsweise Babysocken, welche das Befinden eines Babys überwachen.
Inzwischen sind erste kommerziell verfügbare Komponenten angekündigt, um Wearable-Computing-Lösungen mit standardisierten Computersystemen auszustatten (zum Beispiel Intel Edison).
Innerhalb der Quantified-Self-Bewegung findet eine Vielzahl dieser Geräte Anwendung zur Selbstüberwachung ihrer Träger. Sie zeichnen über unterschiedliche Sensoren körperliche und umweltbezogene Daten auf und verarbeiten diese selbst oder übertragen sie z. B. an Smartphones oder Laptops.
Die dauerhafte Selbstvermessung mit Mikrochips, Trackern oder Gehirnstrommessern hat das Ziel, das eigene Leben nach gesellschaftlichen und individuellen Ansprüchen zu verbessern; also etwa gesünder und effizienter zu gestalten. Einige Krankenkassen experimentieren im Rahmen von Bonusprogrammen bereits mit der Förderung von Fitness-Trackern.
In der Arbeitswelt setzt man tragbare Minicomputer und Sensorsysteme ein, um die Mensch-System-Interaktion zu verbessern. Fertigungs- und Logistikunternehmen nutzen beispielsweise Datenbrillen im Rahmen eines Pick-by-Vision-Systems, um das Kommissionieren von Produkten oder Bauteilen zu optimieren. Ferner finden Head-Mounted Displays Anwendung in der Montage, Instandhaltung oder zur Remote-Assistenz, um die Mitarbeiter in ihren Arbeitsprozessen zu führen, sie anzuleiten und Hilfestellungen zu geben. Weitere Wearables aus dem Logistik-Umfeld sind Ringscanner oder RFID-Armbänder.
Zurzeit werden verschiedene Wearables auf ihre Genauigkeit bei der Messung physischer Parameter, ihre Praktikabilität und etwaige Risiken beim Einsatz am Arbeitsplatz untersucht. Ein mögliches Anwendungsgebiet für Wearables ist die Untersuchung bewegungsarmen Verhaltens bei Bürotätigkeiten an Bildschirmarbeitsplätzen.

## Einordnung in der Informatik
Wearable Computing ist ein interdisziplinäres Gebiet der Informatik, das sich aus Teilgebieten der folgenden Informatikfachbereiche zusammensetzt:
- Die Vision des Wearable Computings ist vergleichbar mit der des Ubiquitous Computing (Rechnerallgegenwärtigkeit) und Pervasive Computing (Vernetzung von Alltagsgegenständen durch Computer).
- Mobile Computing, das sich auf in der Umgebung integrierte Computersysteme fokussiert; siehe auch Handheld, eingebettetes System, Smartphones und PDAs
- Auch spielt bei Wearable Computing die Mensch-Computer-Interaktion eine wichtige Rolle, da die Computersysteme direkt den Menschen bei Alltagstätigkeiten unterstützen und nicht stören sollen.
- Um Menschen aktiv bei Alltagstätigkeiten zu unterstützen, muss das System auch über relevante Informationen des momentanen Benutzerzustandes informiert sein. Dies bezeichnet man als Kontextsensitivität, und es baut auf die Informatik-Teilgebiete der künstlichen Intelligenz und Mustererkennung auf.

Technologien zur Messung und Erhebung der Daten:
- Sensoren (z. B. GPS, Licht, Nähe, Beschleunigung)
- Hard- und Software zur Übertragung
- Applikationen zur Verarbeitung, Analyse und Darstellung

## Anforderungen an Wearable Interfaces / Wearable Computing

### Funktionale Anforderungen
Da der Nutzer möglichst wenig in seiner Handlung eingeschränkt sein sollte, bedarf die Steuerung des Wearables idealerweise nicht ausschließlich einer manuellen Bedienung. Hierfür sollte das Gerät auch ein Stück weit selbstständig handeln. Zudem sollte die Nutzung von keinem zusätzlichen Faktor, wie einem Ort, abhängig sein.

### Nicht-Funktionale Anforderungen
Im Fokus steht hierbei die Akzeptanz des Gerätes durch den Nutzer. Diese umfasst zum einen die Kosten des Geräts. Sind diese zu hoch, ist der Vertrieb wirtschaftlich nicht rentabel. Ein weiterer wichtiger Faktor ist die Betriebssicherheit, besonders Kleidung betreffend. Diese muss waschbar sein, ohne dass die Technik dabei Schaden nimmt. Um die Privatsphäre des Nutzers zu schützen, sollte außerdem der Schutz vor Datenmissbrauch gewährleistet sein.

## Ziele und Hindernisse der Forschung
Ziel der Forschung ist es, Gebrauchsgegenstände und Kleidungsstücke zu entwickeln, die sehr einfach zu bedienen sind und in hohem Maße vom Benutzer und seiner Umgebung abhängig Funktionen bieten. Ein tragbares Navigationssystem sollte etwa nicht die Eingabe des Standortes verlangen, sondern ihn selbständig ermitteln und abhängig von Wetter, Preis und Vorlieben den Benutzer zum gewählten Ziel führen.
Offene Forschungsfragen und Hindernisse bei der Entwicklung von Wearable Computern sind:
- Kontexterkennung: Ein Wearable-Computing-System soll möglichst viele explizite Benutzereingaben durch eine automatische Erkennung des Benutzerkontexts ersetzen, beispielsweise den aktuellen Aufenthaltsort durch die Verwendung von Ortungssystemen. Darüber hinaus soll das Computersystem auch komplexes Verhalten seines Benutzers richtig deuten und ihn dabei unterstützen. Beispielsweise sollte ein Navigationssystem in der Lage sein, unterschiedliche Routen für einen Touristen oder einen Geschäftsreisenden zu empfehlen und möglichst ohne eine explizite Konfiguration durch den Benutzer zu erkennen, ob er im Moment als Tourist oder Geschäftsreisender unterwegs ist.
- Benutzerschnittstellen: Da Wearable Computer den Benutzer bei anderen Tätigkeiten unterstützen sollen, benötigen sie Benutzerschnittstellen, die die Aufmerksamkeit des Benutzers nicht vollständig binden. WIMP-Interfaces (WIMP = Windows, Icons, Menus, Pointer; deutsch: Fenster, Symbole, Menüs, Zeiger) sind dabei nur bedingt geeignet.
- Energieversorgung: Moderne Batterien und regenerative Energiequellen sind noch nicht in der Lage, die für tragbare Computersysteme gewünschte Nutzungsdauer zu bieten.
- Miniaturisierung der Elektronik und Integration in Kleidung: Die dafür nötige Technik ist zurzeit noch nicht im industriellen Maßstab verfügbar.
- Benutzerakzeptanz: Ist die Verwendung eines Wearable Computers, insbesondere seiner sichtbaren Benutzungsschnittstellen, im sozialen Kontext akzeptiert? Wiegen die Vorteile, die durch die Verwendung eines Wearable Computers erreicht werden, die dadurch entstehenden Nachteile auf (Kosten, Aussehen, Aufwand für das An- und Ablegen)? Ist eine Investition in einen Wearable Computer zum momentanen Zeitpunkt sinnvoll (Weiterentwicklung der Technik, Kostensenkung in der Zukunft, weitere Miniaturisierung usw.)?
- Bedenken hinsichtlich Betriebssicherheit und gesundheitlicher Folgen
- Messgüte: Nach Ferguson et al. (2015) "The validity of consumer-level, activity monitors in healthy adults worn in free-living conditions: a cross-sectional study" sind die 2013 auf dem Markt verfügbaren Wearables in der Messung von Schritten am genausten, bei Schlafmessungen weniger genau und bei der Kalorienzählung und Messung der Herzrate und Puls am ungenausten.
  - Grund dafür: Sensoren der einzelnen Geräte sind sehr anfällig auf Schweiß und Körpercremes und werden unter anderem dadurch diese in ihrer Messgenauigkeit beeinträchtigt

## Datenschutz
Die Bedenken zu Privatheit und Datenschutz betreffen die Möglichkeit der Erstellung beispielsweise von Bewegungs-, Gesundheits- oder Kaufprofilen. Zu klären sind auch die Fragen: Wem gehört das Wearable und die durch es erfassten Daten? Dem Tragenden? Dem Eigentümer? Dem Herstellenden? Den Datenverarbeitenden?
Anfang Dezember 2016 warnten die Datenschutzbehörden mehrerer deutscher Bundesländer sowie der deutsche Bundesbeauftragte für den Datenschutz und die Informationsfreiheit, dass keines von 16 getesteten Wearables die gestellten datenschutzrechtlichen Bestimmungen erfüllt habe.